# Samir Lagsir
Samir Lagsir (Lelystad, 20 mei 2003) is een Nederlands–Marokkaans voetballer die als middenvelder voor PEC Zwolle speelt.

## Carrière
Lagsir begon te voetballen in de jeugd van SV Lelystad '67, waarna hij de overstap maakte naar de jeugdopleiding van Ajax. Na een aantal jaar in de opleiding van de Amsterdammers maakte hij in 2016 de overstap naar PEC Zwolle. In de voorbereiding van het seizoen 2020/21 trainde hij mee met de hoofdmacht. Op 31 oktober 2020 maakte hij zijn de buut in de hoofdmacht. In de 79e minuut mocht hij Dean Huiberts vervangen in de uitwedstrijd tegen FC Twente.

## Carrièrestatistieken
| Seizoen                    | Club            | Land            | Competitie      | Competitie | Competitie | Beker | Beker | Internationaal | Internationaal | Overig | Overig | Totaal | Totaal |
| Seizoen                    | Club            | Land            | Competitie      | Wed.       | Dlp.       | Wed.  | Dlp.  | Wed.           | Dlp.           | Wed.   | Dlp.   | Wed.   | Dlp.   |
| -------------------------- | --------------- | --------------- | --------------- | ---------- | ---------- | ----- | ----- | -------------- | -------------- | ------ | ------ | ------ | ------ |
| 2020/21                    | PEC Zwolle      | Nederland       | Eredivisie      | 4          | 1          | 1     | 0     | –              | –              | 0      | 0      | 5      | 1      |
| 2021/22                    | PEC Zwolle      | Nederland       | Eredivisie      | 5          | 1          | 1     | 0     | –              | –              | 0      | 0      | 6      | 1      |
| 2022/23                    | PEC Zwolle      | Nederland       | Eerste divisie  | 11         | 2          | 1     | 0     | –              | –              | 0      | 0      | 12     | 1      |
| 2023/24                    | PEC Zwolle      | Nederland       | Eredivisie      | 0          | 0          | 0     | 0     | –              | –              | 0      | 0      | 0      | 0      |
| 2024/25                    | PEC Zwolle      | Nederland       | Eredivisie      | 2          | 0          | 0     | 0     | –              | –              | –      | –      | 2      | 0      |
| Carrière totaal            | Carrière totaal | Carrière totaal | Carrière totaal | 22         | 4          | 3     | 0     | 0              | 0              | 0      | 0      | 25     | 4      |
| Bijgewerkt tot 19 mei 2025 |                 |                 |                 |            |            |       |       |                |                |        |        |        |        |